# Christopher Rebrassé
Christopher Rebrassé (født 2. oktober 1985 i Colombes i Frankrig) er en fransk professionel bokser, der havde den Europæiske supermellemvægttitel i 2014.

## Professionel karriere
Rebrassé fik sin professionelle debut den 25. november 2006 mod Arnold Gond, som også debuterede. Deres kamp sluttede uafgjort efter fire omgange. I sin tredje kamp, den 23. marts 2007, tabte Rebrassé på point til Jean Marc Ismael efter seks omgange. Rebrassé forblev ubesejret i sine næste femten kampe indtil den 12. marts 2011, da han tabte en kamp over 10 omgange med enstemmig afgørelse [UD] til Rachid Jkitou. Dette blev efterfølgende til en sejr i en kamp over seks omgange mod Parfait Tindani den 15. april.
Den 23. november 2012 vandt Rebrassé sit første store regionale mesterskab - den ledige European Union supermellemvægtstitel ved at besejre Andrea Di Luisa via teknisk knockout i 7. omgang. I sin næste kamp, den 8. juni 2013, udfordrede Rebrassé om den ledige europæiske supermellemvægtstitel, men hans kamp mod Mouhamed Ali Ndiaye sluttede i en kontroversiel uafgjort. I deres EBU rematch den 22. marts 2014 vandt Rebrassé ovennævnte titel ved at stoppe Ndiaye i 4. omgang.
I sit første forsvar af titlen, den 20. september 2014, tabte Rebrassé en enstemmig afgørelse til George Groves på sidstnævntes hjemmebane i Storbritannien.
Den ledige WBC Silver supermellemvægttitel var også på spil. Rebrassé rejste til Storbritannien igen den 26. juni 2015, denne gang for at møde ubesejrede Callum Smith om en ny chance for at vinde den ledige WBC Silver super-mellemvægtstitel. Smith vandt en massiv enstemmig afgørelse.
Efter dette tabte han på en split decision til Rocky Fielding om den WBC’s internationale titel den 2. april i Echo Arena i Liverpool i England og den 11. november 2017 i Frankrig til Hadillah Mohoumadi om den europæiske supermellemvægtstitel. 